# シャウィーア語
シャウィーア語（英: Shawiya、Shawiya Berber、仏: Chaouïa、現地の呼び名 Tacawit [θæʃæwiθ]）はベルベル語の一種で、北部ベルベル諸語のゼナタ諸語に属す言語である。シャウィーヤ語、シャウイア語とも呼ばれる。
アルジェリアでは東部のオーレス山脈周辺のシャウィーア人が話していて、話者はバトナ県、ヘンシュラ県、ウメル・ブアーギ県、スーク・アフラース県、テベッサ県、セティフ県、ビスクラ県に分布し、チュニジア西部まで広がる。アルジェリア中部のシェヌア語と近縁である。アルジェリアのゼナタ諸語の中では多数派を占める言語である。

## 言語
話者の推定人口は、140万人から300万人と調査により揺れがある。母語話者はこの言葉をTacawit (Thashawith) ([θʃæwɪθ] あるいは [hʃæwɪθ]) と呼び、シャウィーア語では第1文字めの/t/の発音 – 正しくは[θ] – がしばしば曖昧な /h/ に転化し、Hašawiθ と聞き取れることが多い。アルジェリアでフランス語が使われることから、フランス式のつづりChaouïa （シャウィーア）の表記を採用する場面にしばしば出合う。また表記の揺れは「Chaoui」、それを聞きなした英語綴りに「Shawia」、また母語話者に寄った「Tachawit」から派生した「Thachawith」「Tachaouith」「Thchèwith」なども存在する。
シャウィーア語は最近まで文語として用いておらず、学校で教えることもめったになかった。伝統的に農村部や隔絶された地域に居住してきたシャウィーア人は、語彙のない科学技術や社会学などを議論するとき、アラビア語アルジェリア方言やフランス語にコードスイッチングして、英語すら用いている。
最近ではアルジェリアにおけるベルベルの文化活動および政治運動、一部の公立の教育機関でベルベル語教育を導入しシャウィーア語とカビル語を教えてきたこととあいまって、文化とメディアの方面で一定の注目度に達しつつある。

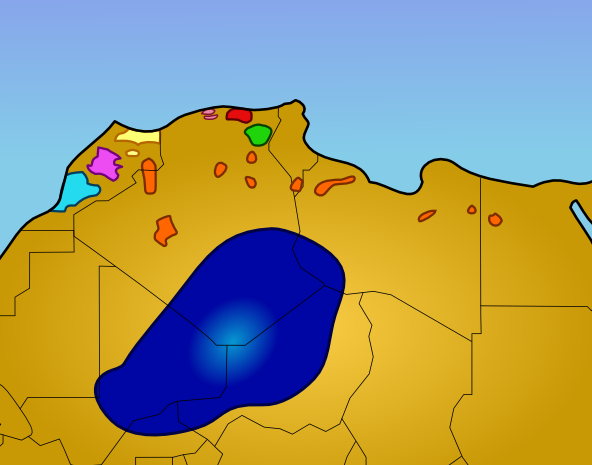
北アフリカにおけるベルベル語の分布
シルハ語（タシルハイト語、タシュリヒート語、タスースィッツ語）
中央アトラス・タマジクト語（タマジグト語）
リーフ語（タリフィート語、タアリフィート語）
オアシスグループ
シェヌア語
カビル語
シャウィーア語
トゥアレグ語

### 注
1. ↑  ベルベル語の音韻の詳細は、英語版のヘルプページを参照。
2. ↑  カビル語のフランス語訳を転訳した私家版の詩集がある[7]。
3. ↑  言語学を含む分野の研究を編んだベルベル百科事典『Encyclopédie berbère』（フランス語）が出版された[8][9][10]。
4. ↑  監修者はInternational Union of Prehistoric and Protohistoric Sciences、International Union of Anthropological and Ethnological Sciences、Laboratoire d'anthropologie et de préhistoire des pays de la Méditerranée occidentale (France)、Institut de recherches et d'études sur le monde arabe et musulman。

## 関連資料
以下、区分ごとに主な著者名のアルファベット順。
『アジア情報室通報』第5号
（国立国会図書館関西館資料部アジア情報課）による資料解題。
- Bougchiche, Lamara ; Galand, Lionel（序文）『Langues et littératures berbères des origines à nos jours : bibliographie internationale et systématique』Paris : Ibis Press〈Sources berbères anciennes et modernes ; 1〉, 1997. ISBN 29107280201 (エラーコード)
- Fagnan, Thèse.『Catalogue general des manuscrits de la Bibliothèque Nationale d'Algérie』第2版、Alger : アルジェリア国立図書館（フランス語版）,〈Bibliographies et catalogues ; 10〉（フランス語）（アラビア語）, 1995. ISBN 9961901029、UP72-B36 (UP72-P52) 。初版は1893年、改訂初版は1987年発行。アルジェリア国立図書館所蔵のアラビア語写本1987件の台帳で、主題ごとに分類、資料番号順に排列して各題名に解題と形態を付記（フランス語）。巻末にアラビア語のアルファベット順索引を付す。

CiNiiデータベースより。
- Phéline, Christian（寄稿） ; テレーズ・リヴィエール（フランス語版）（撮影）; Tillion, Germaine（撮影）「参考文献一覧」Pavillon populaire（会場）『Aurès, 1935』（フランス語） p[137]-142。ヴァンヴ : Hazan（フランス、モンペリエ）、2018年。CRID 1130285377429719424。ISBN 9782754114400、LCCN 2018-386547。写真展の展示図録。1935年頃のオーレス山脈の周囲を撮影。